# Arabis sachokiana
Arabis sachokiana là một loài thực vật có hoa trong họ Cải. Loài này được (N.Busch) N.Busch mô tả khoa học đầu tiên năm 1941.